# Idoli controluce
Pour plus de détails, voir Fiche technique et Distribution.
Idoli controluce est une comédie sportive italienne réalisée par Enzo Battaglia et sortie en 1965.

## Synopsis
Un écrivain aimerait écrire un livre sur le footballeur Omar Sívori mais, pris par d'autres intérêts, il abandonne.

## Fiche technique
- Titre original italien : Idoli controluce[1],[2]
- Réalisation : Enzo Battaglia
- Scenario : Enzo Battaglia, Francesco Prosperi
- Photographie :	Guido Cosulich De Pecine
- Montage : Maria Rosada (it)
- Musique : Ennio Morricone
- Costumes : Berenice Spadaro
- Société de production : Didattica Documentari Film
- Société de distribution : De Laurentiis Cinematografica
- Pays de production :  Italie
- Langue originale : Italien
- Format : Couleurs par Eastmancolor - 1,66:1 - Son mono
- Durée : 95 minutes
- Genre : Comédie
- Dates de sortie :
  - Italie : 12 novembre 1965

## Distribution
- Omar Sívori : lui-même
- Massimo Girotti : Ugo Sanfelice
- Valeria Ciangottini : Liliana
- Joanna Shimkus : Alexandra
- Riccardo Garrone : Arturo Baldi
- Gaspare Zola : Nanni Moretti
- Angela Freddi : Ada Mauri
- Nicole Tessier : Olivia Cesarini Argan
- John Charles : lui-même
- Edy Biagetti : le directeur des sports
- Giuseppe Adami : lui-même
- Beppe Barletti : le journaliste
- Alfredo Dari : Renato Cesarini

## Bande originale
1. Le cose piu' importanti – 2:09 (paroles de Sergio Bardotti ; chant par Pierfilippi)
2. Sophisticated Boy – 2:06
3. Le meno importanti – 04:10
4. Relax in solitudine – 2:28
5. Rendez-vous – 2:32
6. Le meno importanti – 2:23 (version guitare)
7. Le meno importanti – 2:03 (version chorale)